# The Callisto Protocol
The Callisto Protocol est un jeu vidéo de tir à la troisième personne de type survival horror développé par Striking Distance Studios, fondé par Glen Schofield, co-créateur de la série Dead Space. Il sort le 2 décembre 2022 sur les plateformes Windows, PlayStation 4, PlayStation 5, Xbox One et Xbox Series.
La réception critique du jeu est mitigée et les ventes en-deçà des attentes du studio, qui annonce procéder quelques mois plus tard à une vague de licenciements parmi ses développeurs. Son propre fondateur et directeur du jeu, Glen Schofield, quitte lui-même la start-up moins d'un an plus tard, en septembre 2023.

## Trame
En 2320, alors que l'humanité s'est étendue dans le système solaire, Jacob Lee, capitaine du cargo Charon travaillant pour le compte de l'United Jupiter Company, quitte Europe pour se rendre à la prison de Black Iron sur Callisto. Il voit son vaisseau abordé en plein voyage par Dani Nakamura, la leader du groupe terroriste Outer Way, et ses troupes. L'abordage dégénère et le Charon se crashe sur Callisto, les seuls survivants étant Jacob et Dani. Tous deux sont alors arrêtés et incarcérés à Black Iron par ordre du directeur Duncan Cole. Mais quand Jacob se réveille après le processus d'incarcération, il trouve la prison envahie de prisonniers et de gardiens infectés par une maladie inconnue. Avec l'aide d'un autre détenu nommé Elias Porter, il doit trouver le moyen de s'évader tout en contenant l'épidémie.

## Univers
The Callisto Protocol devait initialement se situer dans l'univers de PlayerUnknown's Battlegrounds, mais dans son futur lointain, avant que cette idée ne soit abandonnée.
L'intrigue du jeu se déroule en 2320, dans une prison coloniale située sur la lune Callisto de Jupiter. Le joueur incarne Jacob Lee (Josh Duhamel), un prisonnier détenu à Black Iron, se retrouvant au milieu d'une invasion alien.
Lors de sa révélation, les journalistes notent des similitudes entre The Callisto Protocol et la série Dead Space. Le jeu inclut notamment le même type d'interface que Dead Space, avec un indicateur holographique à l'arrière du cou du prisonnier indiquant son état de santé.

## Système de jeu
Le jeu se déroule à la troisième personne et mêle des séquences de tirs et de combat au corps-à-corps, au cours desquelles Jacob peut esquiver les attaques ennemies. La santé du personnage est affichée par un implant sur sa nuque, et on peut récupérer des journaux audio permettant d'approfondir l'intrigue et les personnages.

## Développement
Les origines de The Callisto Protocol ont commencé avec la formation de Striking Distance en tant que studio au sein de PUBG Corporation en juin 2019, dirigé par Glen Schofield, qui avait déjà co-créé la série Dead Space. Le studio a été créé afin d'étendre l'univers de PlayerUnknown's Battlegrounds (PUBG) en créant un jeu axé sur la narration. Schofield a déclaré que lorsqu'il a rencontré PUBG Corporation où ils ont expliqué leur objectif de développer l'univers du jeu multijoueur Battle royale, il avait déjà le concept de The Callisto Protocol en tête et leur a présenté cela et a travaillé avec eux. Steve Papoutsis, qui a également co-développé la série Dead Space, travaille également sur le jeu.
The Callisto Protocol est développé pour les consoles de jeux PlayStation 4, PlayStation 5, Xbox One et Xbox Series X et Series S, en plus de Microsoft Windows. Schofield a déclaré que son intention était « vraiment d'essayer de faire le jeu le plus effrayant sur les plates-formes de nouvelle génération » de la même manière que Dead Space avait été envisagé lors de sa sortie sur PlayStation 3 et Xbox 360. Il a déclaré que le jeu tirerait plus d’avantage des nouvelles techniques d'éclairage et des systèmes audio 3D des nouvelles consoles, ainsi que du retour du dispositif haptique offert par la manette de jeu DualSense de la PlayStation 5, pour créer une immersion profonde dans le jeu. Josh Duhamel est annoncé dans le rôle principal.
Durant la Comic-Con 2022, Karen Fukuhara et Sam Witwer sont annoncés à la distribution, la première interprétant Dani Nakamura, la cheffe d'un groupe de résistants prénommé A Better Way, tandis que le second campera Leon Ferris, le capitaine de la garde pénitentiaire. Les comédiens ont fait usage de la capture de mouvement.
L'équipe de Striking Distance est soumise à du crunch pendant la production, le directeur créatif Glen Schofield allant même jusqu'à clamer sur le réseau social Twitter que les développeurs travaillent jusqu'à sept jours par semaine sur le jeu.

## Sortie
Le jeu ne sort pas au Japon, le studio ayant refusé de faire plusieurs changements demandés par l'organisme CERO qui juge certains éléments trop violents.
En préambule à la sortie du jeu, la campagne de promotion inclut une fiction audio qui met notamment en scène Gwendoline Christie et Michael Ironside.
À la sortie de The Callisto Protocol, plus d'une vingtaine de développeurs ayant quitté le studio au cours de la production découvrent que leurs noms ne sont pas listés au générique, une mesure inhabituelle dans l'industrie et qu'ils pensent avoir été prise en représailles de leur départ.

## Accueil

### Réception critique
The Callisto Protocol reçoit un accueil mitigé de la presse sur l'agrégateur de notes Metacritic. La version Microsoft Windows est mal reçue par les joueurs, déplorant une optimisation catastrophique.

### Ventes
Le jeu vend moins de 2 millions d'unités, un chiffre particulièrement décevant au vu de son budget présumé de 162 millions de dollars, et largement en-dessous de ses objectifs de 5 millions de ventes. Ce résultat et le score Metacritic de 70, lui aussi en-dessous des espérances des investisseurs de l'éditeur Krafton, mettent en péril l'avenir de la marque, sur laquelle ses investisseurs espéraient fonder une franchise.
Quelques mois plus tard, le studio Striking Distance procède à une vague de licenciements parmi ses développeurs. Son propre fondateur et directeur du jeu, Glen Schofield, quitte lui-même la start-up moins d'un an plus tard, en septembre 2023.